# Коча (приток Песочни)
Коча — река в России, протекает по Селижаровскому району Тверской области. Впадает в реку Песочню в 3 км от её устья по правому берегу. Длина реки составляет 11 км.

## Данные водного реестра
По данным государственного водного реестра России относится к Верхневолжскому бассейновому округу, водохозяйственный участок реки — Волга от Верхневолжского бейшлота до города Зубцов, без реки Вазуза от истока до Зубцовского гидроузла, речной подбассейн реки — бассейны притоков (Верхней) Волги до Рыбинского водохранилища. Речной бассейн реки — (Верхняя) Волга до Куйбышевского водохранилища (без бассейна Оки).
Код объекта в государственном водном реестре — 08010100412110000000304.